# Hemorrhois
Hemorrhois is een geslacht van slangen uit de familie toornslangachtigen (Colubridae) en de onderfamilie Colubrinae.

## Naam en indeling
De wetenschappelijke naam van de groep werd voor het eerst voorgesteld door Heinrich Boie in 1826.
Er zijn vier soorten, van dit geslacht komen vertegenwoordigers voor in zuidelijk Europa, noordelijk Afrika en van het Arabisch Schiereiland tot Azië.

### Soorten
Het geslacht omvat de volgende soorten, met de auteur en het verspreidingsgebied.
| Naam                   | Auteur          | Verspreidingsgebied |
| ---------------------- | --------------- | --- |
| Hemorrhois algirus     | Jan, 1863       | Marokko, Algerije, Tunesië, Libië, Mauritanië, Egypte, Malta |
| Hemorrhois hippocrepis | Linnaeus, 1758  | Spanje, Portugal, Gibraltar, Italië, Marokko, Algerije, Tunesië |
| Hemorrhois nummifer    | Reuss, 1834     | Griekenland, Cyprus, Turkije, Rusland, Israël, Syrië, Libanon, Jordanië, Egypte, Irak, Iran, Armenië, Kazachstan, Kirgizië, Turkmenistan, Oezbekistan, Tadzjikistan                                                |
| Hemorrhois ravergieri  | Ménétries, 1832 | Rusland, Kazachstan, Armenië, Georgië, Azerbeidzjan, Turkmenistan, Oezbekistan, Tadzjikistan, Kirgizië, Griekenland, Turkije, Irak, Iran, Afghanistan, Pakistan, Jordanië, Libanon, Syrië, Israël, Mongolië, China |

## Verspreiding en habitat
De soorten komen voor in delen van Europa en westelijk Azië en leven in de landen Rusland, Kazachstan, Armenië, Georgië, Azerbeidzjan, Turkmenistan, Oezbekistan, Tadzjikistan, Kirgizië, Griekenland, Turkije, Irak, Iran, Cyprus, Afghanistan, Pakistan, Jordanië, Libanon, Syrië, Israël, Mongolië, Egypte, China, Spanje, Portugal, Gibraltar, Italië, Marokko, Algerije en Tunesië.
De habitat bestaat uit rotsige omgevingen en scrubland. Ook in door de mens aangepaste streken zoals akkers, weilanden, bebouwde gebieden, plantages en landelijke tuinen kan de slang worden aangetroffen.

## Beschermingsstatus
Door de internationale natuurbeschermingsorganisatie IUCN is aan alle soorten een beschermingsstatus toegewezen. Alle soorten worden beschouwd als 'veilig' (Least Concern of LC).